# Yeongtong-dong
Yeongtong-dong (koreanska: 영통동) är en stadsdel i staden Suwon i provinsen Gyeonggi i den nordvästra delen av Sydkorea, 35 km söder om huvudstaden Seoul. Den ligger i stadsdistriktet Yeongtong-gu.

## Indelning
Administrativt är Yeongtong-dong indelat i:
| Namn    | Namn                  | Yta km² | Invånare 31 dec 2020 |
| ------- | --------------------- | ------- | -------------------- |
| 영통1동 | Yeongtong 1(il)-dong  | 1,69    | 36 465               |
| 영통2동 | Yeongtong 2(i)-dong   | 1,36    | 27 206               |
| 영통3동 | Yeongtong 3(sam)-dong | 1,72    | 34 430               |